# François de Noailles
François de Noailles (* 2. Juli 1519 in Noailhac, Frankreich; † 19. September 1585 in Bayonne) war ein französischer Protonotar, Botschafter Frankreichs in Venedig, London, Rom und Konstantinopel und Erzbischof von Dax von 1556 bis 1562.

## Leben
François de Noailles wurde auf Château Noailhac, im Corrèze als Sohn des Louis de Noailles (1484–1540) und der Catherine de Pierre-Buffière geboren, wobei er eines von 19 Kindern des Paars war. Zu seinen Geschwistern zählten Antoine de Noailles (1504–1562), Gouverneur, Maire von Bordeaux, Lieutenant-général in Guyenne, Botschafter und Admiral, sowie Gilles de Noailles, Abt von l'Isle (1524–1600), Botschafter in Konstantinopel.
1556 wurde er zum Bischof von Dax ernannt; aber diese Diözese war de facto in den Händen der Reformierten und der Jeanne d’Albret. Als Bischof zeigte sich François de Noailles tolerant gegenüber den Protestanten, weswegen er der Häresie verdächtigt wurde. Er gab seinen Posten auf, der 1562 seinem Bruder Gilles de Noailles übertragen wurde.
Nachdem er um 1560 in diplomatischer Mission in Venedig war, wurde er von König Charles IX. als Nachfolger des Guillaume de Grandchamp de Grantrie zum Ambassadeur für die Hohe Pforte in Konstantinopel ernannt, wobei er dieses Amt 1571 bis 1575 ausübte. Im Rahmen des gegen Habsburg gerichteten französisch-osmanischen Bündnisses versuchte Noailles nach der Seeschlacht von Lepanto die Folgen für die Osmanen zu mildern.
Zudem erwirkte er vom Pascha Selim II. Unterstützung für den von Wilhelm I. von Oranien-Nassau ausgelösten Aufstand in den Niederlanden, der nach dem Achtzigjährigen Krieg zur Emanzipation und Unabhängigkeit der Republik der Sieben Vereinigten Provinzen führte, während der südliche Teil (Belgien) unter spanischer Herrschaft bleiben sollte (Spanische Niederlande). Selim II. förderte dabei die strategische Koordination zwischen der Partei des Wilhelm I. von Oranien im Norden und den Revolten der Mauren in Spanien im Süden, im Kampf gegen das Weltreich des Habsburgers Philipp II., der damals auch der Hauptgegner Frankreichs war.
François de Noailles starb in Bayonne in der Nacht vom 19. zum 20. September 1585.